# Nika Futterman
Nika Futterman, född 25 oktober 1969 i New York, är en amerikansk komiker och skådespelare.

## Filmografi

### Animerade TV-serier
- Archer - Sia
- Avatar: Legenden om Aang - Smellerbee
- The Avengers: världens mäktigaste hjältar - Sif, Hela
- Batman: Den tappre och modige - Lashina, Catwoman
- Bubble Guppies - Gil (leading voice)
- Bondgården - Stamps
- The Cleveland Show - Additional Voices
- Doktor McStuffins - Rosie the Rescuer
- Ekorrpojken - Wanda Finkster
- Fanboy and Chum Chum - Chum Chum
- Futurama - Additional Voices
- G.I. Joe: Renegades - Lady Jaye
- Grymma sagor med Billy & Mandy - Dora
- Hey Arnold! - Olga Pataki
- Histeria! - Kip Ling / Additional Voices
- Händige Manny - Stretch (tape measure) / Squeeze (pliers)
- Katthund - Lola Caricola
- Kim Possible - Zita Flores
- Landet för längesedan - Ali / Ruby's Mother
- Maya & Miguel - Miguel Santos
- Mike, Lu & Og - Mike
- Min klasskompis är en apa - Adam Lyon / Ms. Chameleon / Margaret Rhino / Donna Dorsal / Various
- NFL Rush Zone: Guardians of the Core - Ash (Season 2)
- Pound Puppies
- The New Woody Woodpecker Show - Splinter
- Pingvinerna från Madagaskar - Automated Female Voice, Female Ad Exec and Additional Voices
- Random! Cartoons - Lulu, Cathy
- Star Wars: The Clone Wars - Asajj Ventress, Sy Snootles, Shaeeah, Dono
- The Super Hero Squad Show - Captain Brazil
- T.U.F.F. Puppy - Dudley's Mother
- The Wacky Adventures of Ronald McDonald: Scared Silly - Fry Kid #3
- WordGirl
- Xyber 9: New Dawn - Anakonda
- Zula Patrol - Wigg

### Animerade filmer
- Boog & Elliot – Vilda vänner - Rosie
- Boog & Elliot 2 – Vilda vänner mot husdjuren - Rosie
- Boog & Elliot 3 – Cirkusvänner - Rosie
- Casper's Scare School - Monaco
- Dead Space: Downfall - Alissa Vincent
- Dragonlance: Dragons of Autumn Twilight - Takhisis
- Fantastiska Wilbur 2 - Baby Rats
- The Land Before Time XI: Invasion of the Tinysauruses - Rocky
- The Land Before Time XII: The Great Day of the Flyers - Petrie's Brothers and Sisters / Tricia
- Rango - Akiano
- Star Wars: The Clone Wars - Asajj Ventress

### Live-action TV-framträdanden
- Chicago Hope
- The Huntress
- Shasta McNasty
- The Wayans Bros.

### Datorspel
- Blinx 2: Masters of Time and Space - Additional Voices
- Blue Dragon - Marumaro, Kelaso Village Old Woman
- Blur - Narrator
- Brütal Legend - Mombat / Daughterbat
- Destroy All Humans! - Silhouette
- Evil Dead: Regeneration - Sally Bowline
- Final Fantasy XIII - Additional Voices
- Guild Wars Factions - Vizu
- Halo 3 - Marines
- Infamous 2 - Nix
- Jurassic Park: The Game - Nima Cruz
- Justice League Heroes - Killer Frost
- Kingdom of Paradise - Yui Min
- Kid Icarus: Uprising - Pandora
- Lego Star Wars III: The Clone Wars - Asajj Ventress
- Lost Odyssey - Mack
- Marvel: Ultimate Alliance - Black Widow, Deathbird, Volla, Valkyrie
- Marvel: Ultimate Alliance 2 - Black Widow
- The Matrix: Path of Neo - Switch, Witch Boss
- Metal Gear Solid 4: Guns of the Patriots - Raging Raven (Beauty voice)
- Nicktoons MLB - Chum Chum
- Onimusha Dawn of Dreams - Jubei Yagyu
- Psychonauts - Dogen Boole, Whispering Rocket Lady, First Rainbow Squirt
- Ratchet: Gladiator - Juanita Alvaro, Hydro Girl, Janice, Kid B, Baby Seal
- Resident Evil: Operation Raccoon City - Lupo
- Spider-Man 3 - Dr. Stillwell
- Starcraft II: Heart of the Swarm - Zagara
- Starcraft II: Wings of Liberty - Queen/Zerg Advisor
- Tales of Symphonia - Yutis / Undine
- Tom Clancy's EndWar - Captain Ilaria Cimino
- Vampire: The Masquerade – Bloodlines - Velvet Velour (V.V.)